# Гогия, Елена Отариевна
Елена Отариевна Гогия (род. 4 января 1987, Ростов-на-Дону, РСФСР, СССР) — российская баскетболистка, выступает в амплуа центровая. Неоднократная призёрка многих международных соревнований в составе молодёжных сборных России по баскетболу. Мастер спорта России международного класса.

## Биография
Гогия Елена родилась в спортивной семье: мама играла в баскетбол на профессиональном уровне, выступала за сборную Узбекистана и команду из Ташкента. В 14 лет Елену пригласили в команду «УГМК-Юниор» (Екатеринбург), здесь она сыграла первые матчи на взрослом уровне. В 2005 году стала чемпионом первенства ДЮБЛ (детско-юношеская баскетбольная лига) и получила вызов в состав юношеской национальной сборной. В 2006 году стала чемпионкой Европы по баскетболу среди молодёжных команд (до 20 лет).
Показывая стабильную игру в дочерней команде УГМК она всё равно не пользовалась доверием у тренеров, в 2008 году для получения игровой практики была отдана в аренду литовскому клубу «ТЕО», где была одним из лидеров команды. Положение в клубе не изменилось, нехватка игрового времени, привело к тому, что Елена в 2009 году не стала продлевать контракт с УГМК и получив новое предложение, перешла в «Динамо-ГУВД». 3 сезона, с 2009 по 2012 год, Елена Гогия выступая в Премьер-лиге чемпионата России за «Динамо-ГУВД», так и не стала основным игроком команды. Осенью 2012 года баскетболистка вернулась на родину в Ростов-на-Дону, играть за дебютанток элитного дивизиона «Ростов-Дон». После того, как дебютантки так и не смогли задержаться в «Премьер-лиге» больше года, Елена переехала в Красноярск, где «Енисей» вернулся в элиту спустя пять лет. В новой команде Елена стала лучшим бомбардиром команды сезона 2013/14.
Имеет высшее образование по специальности «Связи с общественностью».

### Статистика выступлений за клубы (средний показатель)
| Клуб                                          | Сезон   | Чемп. | Чемп.    | Чемп.   | Чемп.   | Кубок России* | Кубок России* | Кубок России* | Кубок России* | Еврокубки | Еврокубки | Еврокубки | Еврокубки |
| Клуб                                          | Сезон   | Игр   | Очк      | Подб    | Перед   | Игр           | Очк           | Подб          | Перед         | Игр       | Очк       | Подб      | Перед     |
| --------------------------------------------- | ------- | ----- | -------- | ------- | ------- | ------------- | ------------- | ------------- | ------------- | --------- | --------- | --------- | --------- |
| «УГМК» (Екатеринбург) «УГМК-Юниор»            | 2008-09 | 1 28  | - 12,1   | - 5,9   | - 1,7   | - 10          | - 10,7        | - 5,9         | - 1,7         | —         | -         | -         | -         |
| «Динамо-ГУВД» (Новосибирск) «Динамо-ГУВД — 2» | 2009-10 | 23 21 | 5,2 17,4 | 2,8 8,3 | 0,3 1,1 | -             | -             | -             | -             | —         | -         | -         | -         |
| «Динамо-ГУВД» (Новосибирск) «Динамо-ГУВД — 2» | 2010-11 | 24    | 4,5      | 4,2     | 0,3     | 5             | 11,6          | 6,0           | 1,0           | 8         | 6,1       | 3,8       | 0,6       |
| «Динамо-ГУВД» (Новосибирск) «Динамо-ГУВД — 2» | 2011-12 | 21    | 6,4      | 4,3     | 0,7     | 5             | 4,6           | 3,4           | 0,6           | 5         | 2,2       | 2,2       | 0,2       |
| «Ростов-Дон» (Ростов-на-Дону)                 | 2012-13 | 18    | 8,4      | 4,7     | 0,6     | 1             | 9             | 5             | 0             | —         | -         | -         | -         |
| «Енисей» (Красноярск)                         | 2013-14 | 25    | 9,4      | 5,1     | 0,6     |               |               |               |               | —         | -         | -         | -         |
| «Енисей» (Красноярск)                         | 2014-15 | 25    | 6,9      | 3,6     | 0,4     | 1             | 5             | 3             | 0             | —         | -         | -         | -         |

* — пунктиром выделена статистика выступлений в Кубке В.Кузина (отборочный турнир к Кубку России)

## Достижения
- Чемпион Европы по баскетболу среди молодёжных команд (до 20 лет): 2006 г.
- Чемпион Литвы: 2008[1]
- Победитель женской Балтийской лиги: 2008

### Статистика выступлений за сборную России (средний показатель)
| Сборная        | Сезон | Место | Чемпионат | Чемпионат | Чемпионат | Чемпионат |
| Сборная        | Сезон | Место | Игр       | Очк       | Подб      | Перед     |
| -------------- | ----- | ----- | --------- | --------- | --------- | --------- |
| ЧЕ (до 18 лет) | 2005  | 5     | 8         | 17,3*     | 10,4*     | 0,9       |
| ЧЕ (до 20 лет) | 2006  | 1     | 8         | 11,8*     | 5,6       | 0,4       |
| ЧЕ (до 20 лет) | 2007  | 7     | 8         | 12        | 7,1       | 1,9       |
| ЧМ (до 21 лет) | 2007  | 4     | 8         | 2,5       | 2,6       | 0,4       |

* — лучший показатель в команде